# Ваймарска република
Ваймарска република (на немски: Weimarer Republik) е утвърденото в историческата наука и съвременната публицистика название на германската държава от периода от 1918/(19) до 30 януари 1933 г., когато Хитлер идва на власт. Произхожда от името на града Ваймар (федерална провинция Тюрингия), където през 1919 г. заседава Националното събрание, създало нова, републиканска конституция на Германския райх след краха в Първата световна война и падането на монархията в хода на Ноемврийската революция. Конституцията е създадена чрез избирането на най-доброто от всички познати конституции, но все пак крайният резултат е слаб. Основните клаузи в нея са:
1. Германия става федерация, разделена на 26 федерални провинции. Всяка провинция има свое правителство и парламент;
2. Всеки човек, навършил 20-годишна възраст, има право да гласува;
3. Начело на държавата стои президент със седемгодишен мандат. Той има много права – може да назначава и уволнява министър-председателя, както и да издава укази, които имат силата на закон и не минават през парламента;
4. Въведена е строго пропорционална избирателна система.

Последните две клаузи са основните слабости на конституцията.
Този първи опит за налагане на либерална демокрация в Германия, във време на големи промени и вътрешни конфликти, е безуспешен. Проваля се тотално след идването на власт на Адолф Хитлер и неговата Нацистка партия през 1933 г. Формално и правно-технически Конституцията от 1919 г. не е напълно отменена чак до края на Втората световна война. Юридическите ограничения, които предприемат нацистите за ограничаване демократичността на Конституцията през 1933 г., са познати като Gleichschaltung (глайхшалтунг, приобщаване). Те напълно унищожават всички заложени механизми за регулиране в една типична демократична система и поради това се смята, че краят на Ваймарската република идва през 1933 г.
Историята на Ваймарската република може да се раздели на три периода. През кризисните години от 1919 до 1923 г. републиката се бори с последствията от Първата световна война, хиперинфлация и многобройни опити за преврат и политически убийства. През годините от 1924 г. до 1929 г. има относителна стабилност, ръст на икономиката и външнополитическо признание. Световната икономическа криза от края на 1929 година и успехите на националсоциалистите от 1930 година очертават края ѝ.
В първите години политическият ѝ живот се определя от парламентарното мнозинство на социалдемократите, Германската демократична партия и центристите. Демокрацията в страната функционира. Опитите за сваляне на държавния строй с цел установяването на социализъм са потушени.
През януари 1923 г. Франция окупира Рурската област. Това води до огромна финансова, политическа и морална криза в цяла Германия. Инфлацията срива стойността на германската марка почти до нулата.
През 1920-те години става ясно колко е крехка Ваймарската република сред населението. Икономическата криза, инфлацията, окупацията на Рурска област и опитите за комунистически преврат добре показват, че през 1923 г. демократите в републиката са малцинство.
Със заключенията на Локарнските съглашения от 1925 г. и приемането на страната в Лигата на нациите през 1926 г. победена Германия си връща политическото равноправие на международната арена. Тези събития обясняват защо населението е възприемало тези години като златни години. Но периодът на разцвет е кратък. С новата икономическа криза от 1929 г. започва крахът на Ваймарската република и идването на нацистите.

## География
През 1925 година населението на Ваймарската република е 62 410 619 души. Площта е 468 116,13 кв. км. Столица е Берлин. 

## Религия
В конституцията не е посочено вероизповедание. По този начин е премахнато дотогава важащото правило, че владетелят е религиозен ръководител.

## Политика

### Канцлери
Райхсканцлерите в Германската империя до 1917 година са безпартийни. За първи път през 1917 година член на Центристката партия (Deutsche Zentrumspartei) става райхсканцлер. От ноември 1918 до изборите през 1920 година канцлерите са от социалдемократическата партия. От 1920 до 1932 година на власт са най-вече канцлери от Центристката партия с малки изключения. След двама безпартийни канцлера Адолф Хитлер поема властта на 30 януари 1933 и остава ръководител на държавата до смъртта си през 1945 година.
- 13 февруари 1919 – 20 юни 1919 Филип Шайдеман, Социалдемократическа партия (министър-председател)
- 21 юни 1919 – 26 март 1920 Густав Бауер, Социалдемократическа партия (до 14 август 1919 министър-председател)
- 27 март 1920 – 8 юни 1920 Херман Мюлер, Социалдемократическа партия
- 25 юни 1920 – 4 май 1921 Константин Ференбах, Центристка партия
- 10 май 1921 – 14 ноември 1922 Йозеф Вирт, Центристка партия
- 22 ноември 1922 – 12 август 1923 Вилхелм Куно, безпартиен
- 13 август 1923 – 23 ноември 1923 Густав Щреземан, Либерална партия
- 30 ноември 1923 – 15 януари 1925 Вилхелм Маркс, Центристка партия
- 15 януари 1925 – 16 май 1926 Ханс Лутер, безпартиен
- 16 май 1926 – 28 юни 1928 Вилхелм Маркс, Центристка партия
- 28 юни 1928 – 30 март 1930 Херман Мюлер, Социалдемократическа партия
- 30 март 1930 – 31 май 1932 Хайнрих Брюнинг, Центристка партия
- 1 юни 1932 – 1 декември 1932 Франц фон Папен, безпартиен (до 3 юни Центристка партия)
- 3 декември 1932 – 28 януари 1933 Курт фон Шлайхер, безпартиен
- 30 януари 1933 – 3 август 1934 / 30 април 1945 Адолф Хитлер, Националсоциалистическа работническа партия

### Жените във Ваймарската република
С основаването на Ваймарската република жените получават правото на гласуване. В изборите за национално събрание с цел приемане на конституция участват 78% от жените с право на глас. 9,6% от депутатите са жени, като жените, заемащи високи постове, са изключение.